# Тань Дунь
Тань Дунь, также Тан Дун (кит. трад. 譚盾, упр. 谭盾, пиньинь Tán Dùn, род. 18 августа 1957) — китайский и американский композитор, лауреат премии «Грэмми» и премии «Оскар».

## Биография
В годы культурной революции работал в деревне, собирал рис. Самостоятельно осваивал народные китайские инструменты. Работал аранжировщиком и исполнителем на эрху в ванченской труппе пекинской оперы. В 1978 году поступил в Центральную консерваторию в Пекине, пройдя строжайший отбор (бакалавр, 1983; магистр, 1985). Воспринял современную академическую музыку через лекции приглашавшихся в консерваторию Гёра, Такэмицу и др. ведущих композиторов того времени. Испытал глубокое воздействие музыки Такэмицу.
В 1986 переехал в Нью-Йорк при содействии Чжоу Вэньчжуна, способствовавшего получению Танем стипендии. В 1993 году окончил докторантуру Колумбийского университета (класс композиции Чжоу Вэньчжуна). В США открыл для себя музыку Джона Кейджа и минималистов.
В честь передачи Китаю суверенитета над Гонконгом 1 июля 1997 была исполнена симфония Тань Дуня для виолончели соло (Йо-Йо Ма), симфонического оркестра, детского хора и колоколов из гробницы Маркиза И.
В 2000 году как участник коллективного международного проекта (вместе с С. А. Губайдулиной, О. Голиховым и В. Римом) по заказу Баховской академии в Штутгарте написал «Водные страсти по Матфею» (англ. Water Passion After St. Matthew).
В 2008 году принял участие в проекте YouTube по созданию первого в мире симфонического интернет-оркестра, для которого Тань Дунь написал интернет-симфонию «Eroica».

## Произведения
Страсти по Матфею(2000, написана для баховского фестиваля в Штутгарте, российская премьера 2001 на фестивале Звезды белых ночей,оркестр Мариинского театра и Санкт Петербургский камерный хор под управлением автора). 

### Оперы
- Марко Поло (1996, премия Гравемайера, 1998)
- Пионовый павильон (1998)
- Чай: зеркало души (2002)
- Первый император (2006, либретто Тань Дуня и Ха Цзиня, режиссура Чжан Имоу, дирижёр Джеймс Ливайн, заглавную партию пел Пласидо Доминго)

### Киномузыка
- Крадущийся тигр, затаившийся дракон (2000, режиссёр Энг Ли, премия Оскар за лучшую музыку)
- Герой (2002, режиссёр Чжан Имоу)
- Убить императора (2006, режиссёр Фэн Сяоган)

## Признание
- Премия Гравемайера, премия Гленна Гульда, премия Грэмми и множество других наград.
- Премия Дмитрия Шостаковича (2012)[3].